# Dan Gauthier
Dan Gauthier (Prineville (Oregon), 2 december 1963), geboren als Daniel Lester Gauthier, is een Amerikaanse acteur en uitvoerend producent. 

## Biografie
Gauthier is geïnteresseerd in het acteren geraakt door zijn moeder, zij was een lokale theateractrice. Op zijn 18-jarige leeftijd verhuisde hij naar Californië om een opleiding te volgen aan de San Diego State University, daar is hij ook begonnen met sport en dan voornamelijk  atletiek. Nadat hij zijn opleiding afgerond heeft is hij begonnen aan modelwerk.
Gauthier is in 1990 getrouwd met Lisa Fuller en hebben samen 1 kind. Hij leerde Fuller kennen toen ze beide een rol hadden in de film Teen Witch (1989). 
Gauthier begon in 1987 met zijn televisie carrière met de televisieserie Married... with Children. Hierna heeft hij nog meerdere rollen gespeeld in televisieseries en films, zoals Tour of Duty (1989-1990), Sisters (1993), Ellen (1996-1997), Beverly Hills, 90210 (1996-1997), Melrose Place (1998), All My Children (2004-2005) en One Life to Live (2003-2010). 
Gauthier is twee keer genomineerd voor een prijs voor zijn rol in een soapserie. In 2005 werd hij genomineerd door de Soap Opera Digest Award in de categorie beste mannelijke nieuwkomer in de televisieserie One Life to Live. In 2007 werd hij genomineerd door de Daytime Emmy Awards.

## Filmografie

### Films
Uitgezonderd korte films.
- 2023 Classmates - als Harry
- 2023 Every Breath She Takes - als Kenny
- 2019 A Daughter's Deception - als Tom Caldwell
- 2017 A Million Happy Nows - als Jason
- 2014 BFFs - als David
- 2012 Help for the Holidays - als Scott VanCamp
- 2012 The 404 - als Leo
- 2011 Shredd - als ??
- 2009 Forget Me Not – als Zack Mitchell
- 2007 Army Guy – als Joe
- 2006 Dating Games People Play – als Stan
- 2006 Undone – als ??
- 2002 Groom Lake – als Andy
- 2002 Written in Blood – als Mark Pearsall
- 2000 The Right Hook – als Dan
- 1997 Van Helsing Chronicles – als Christian Van Helsing
- 1995 Excessive Force II: Force on Force – als Francis Lydell
- 1995 Illegal in Blue – als Chris Morgan
- 1995 Muscle – als Kent Atkinson
- 1995 Buford’s Got a Gun – als Michael
- 1993 Son in Law – als Travis
- 1992 Saved by the Bell: Hawaiian Style – als Brian Hanson
- 1992 Shame – als Danny Fiske
- 1991 N.Y.P.D. Mounted – als Lonnie Wellington
- 1989 Teen Witch – als Brad Powell
- 1988 Meet the Munceys – als Bruce Muncey

### Televisieseries
Uitgezonderd eenmalige gastrollen.
- 2016 Game Shakers - als dr. Levitz - 3 afl.
- 2014 - 2016 Faking It - als Bruce Cooper - 8 afl.
- 2002 – 2010 One Life to Live – als Kevin Buchanan – 34 afl.
- 2004 – 2005 All My Children – Kevin Buchanan – 12 afl.
- 1998 Melrose Place – als Jeff Baylor – 17 afl.
- 1996 – 1997 Beverly Hills, 90210 – als Dick Harrison – 7 afl.
- 1996 – 1997 Ellen – als Matt Liston – 7 afl.
- 1995 Courthouse – als Jonathan Mitchell – 9 af.
- 1989 – 1990 Tour of Duty – als luitenant John McKay – 32 afl.
- 1987 Married... with Children – als vriend van Kelly – 2 afl.

- International Standard Name Identifier: 0000 0000 6589 6101
- Library of Congress Control Number: no2009104707
- Virtual International Authority File: 91133055
- WorldCat: E39PBJyxgVymC7KQ4FkPvDTvHC

1. ↑  (en)  Soap Opera Digest Award